# AK-74
AK-74 (rusky Автомат Калашникова образца 1974 года, Avtomat Kalašnikova obrazca 1974 goda, česky Kalašnikovova útočná puška vzoru roku 1974) je sovětská útočná puška, modernizovaná verze AKM vyvinutá v roce 1974. Zbraň byla upravena na menší ráži 5,45 × 39 mm proti původní 7,62 × 39 mm.
Ve službě byla puška AK-74 poprvé použita sovětskými vojsky roku 1979 v Afghánistánu. Vedoucí afghánské kanceláře pákistánské služby Inter-Services Intelligence tvrdil, že CIA za první ukořistěnou AK-74 zaplatila Mudžáhidům 5 000 dolarů.
Pušku v současné době používá většina zemí bývalého Sovětského svazu. Licencované kopie byly vyráběny v Bulharsku (AK-74, AKS-74 a AKS-74U) a v bývalém východním Německu (MPi-AK-74N, MPi-AKS-74N, MPi-AKS-74NK).

## Vývoj
Vše začalo vývojem nové munice koncem 60. let 20. stol. Výsledkem byl štíhlý projektil ráže 5,45 mm s kombinovaným ocelovým a olověným jádrem s počáteční úsťovou rychlostí cca 900 m/s (z 415mm hlavně).
Jakmile byl náboj k dispozici a přijat sovětskou armádou, bylo rozhodnuto vytvořit novou řadu pěchotních zbraní pro tento náboj. Nejjednodušší cestou bylo adaptovat útočnou pušku AKM a lehký kulomet RPK ráže 7,62 mm pro nový náboj. Hlavně proto, že nový náboj 5,45 mm a původní 7,62 mm mají stejnou délku nábojnice i stejnou celkovou délku.

## Konstrukce

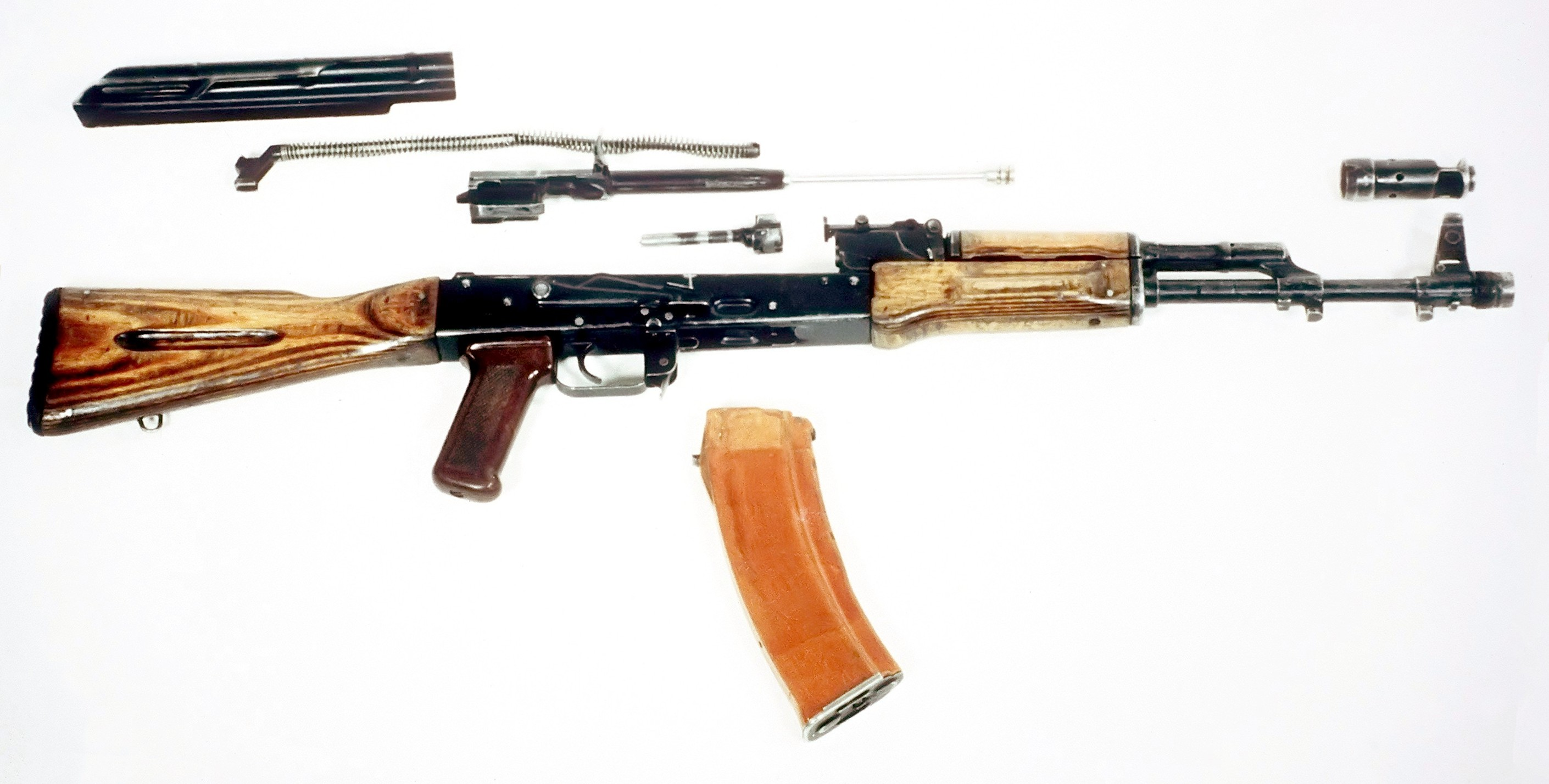
Rozebraný prvosériový AK-74

Princip automatiky zůstal stejný jako u AKM. Odběr tlaku prachových plynů odebraných z hlavně tlačí na píst nosiče závorníku, ten se při zpětném pohybu otáčí, čímž dojde k jeho odemčení. Náboj tlačící zpětně otevře závěr a dochází k vyhození prázdné nábojnice. Zpětný pohyb stlačí pružinu a po dosažení zadní úvratě se vrací zpět a ze zásobníku vyjme nový náboj, který usadí do nábojové komory.
V závislosti na nastavení režimu se pak buď výstřel opakuje díky nezachycení úderníku, resp. kladívko bicího mechanizmu při plně samočinné střelbě je zachyceno automatickou pojistkou, která ho opět uvolní až když je nosič závorníku plně v přední poloze a závorník je uzamčen či je pro spuštění úderníku nutné opět stlačit spoušť.

## Varianty

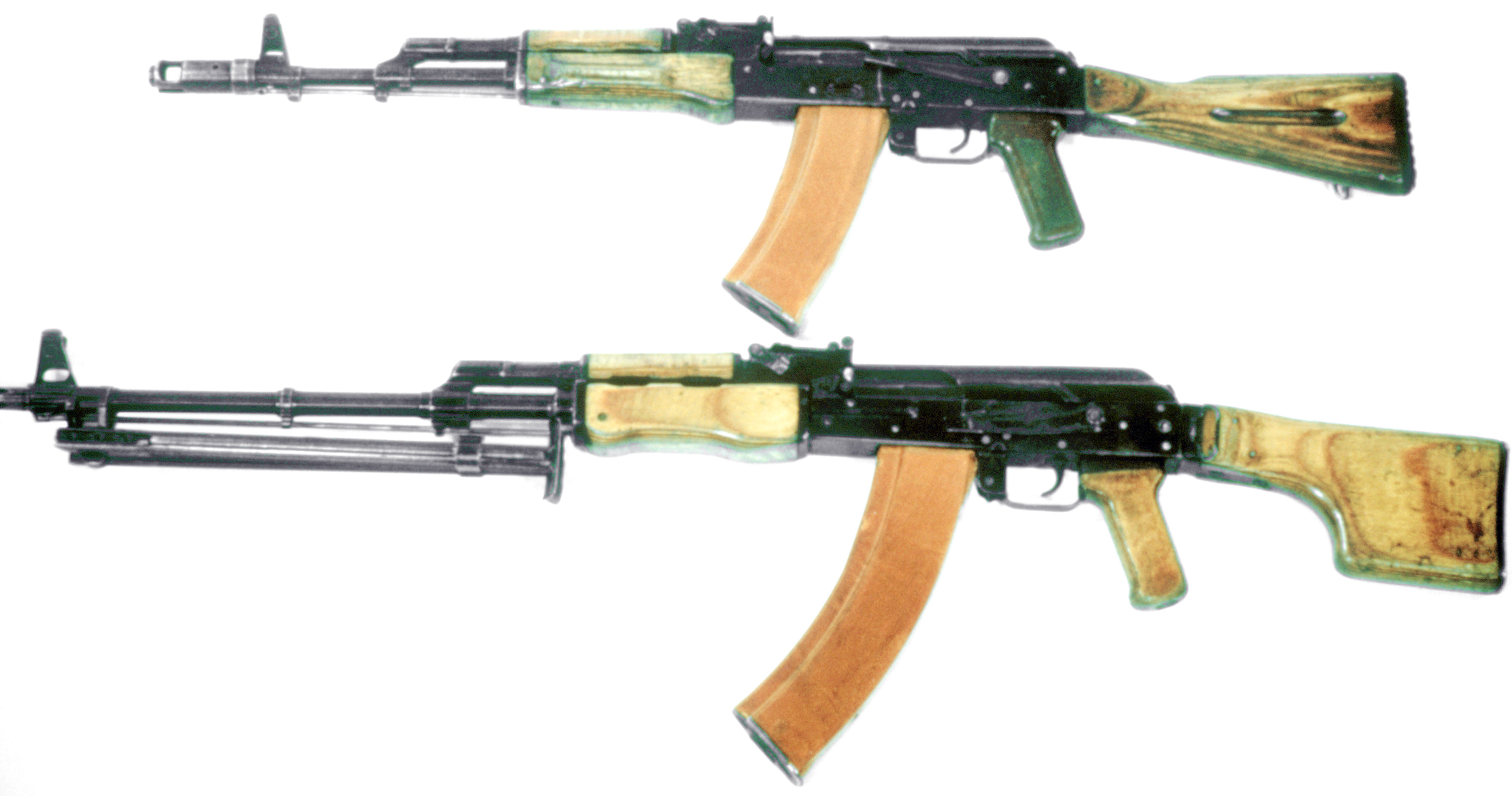
AK-74 první série a RPK-74 (zrcadlově převrácený obrázek)

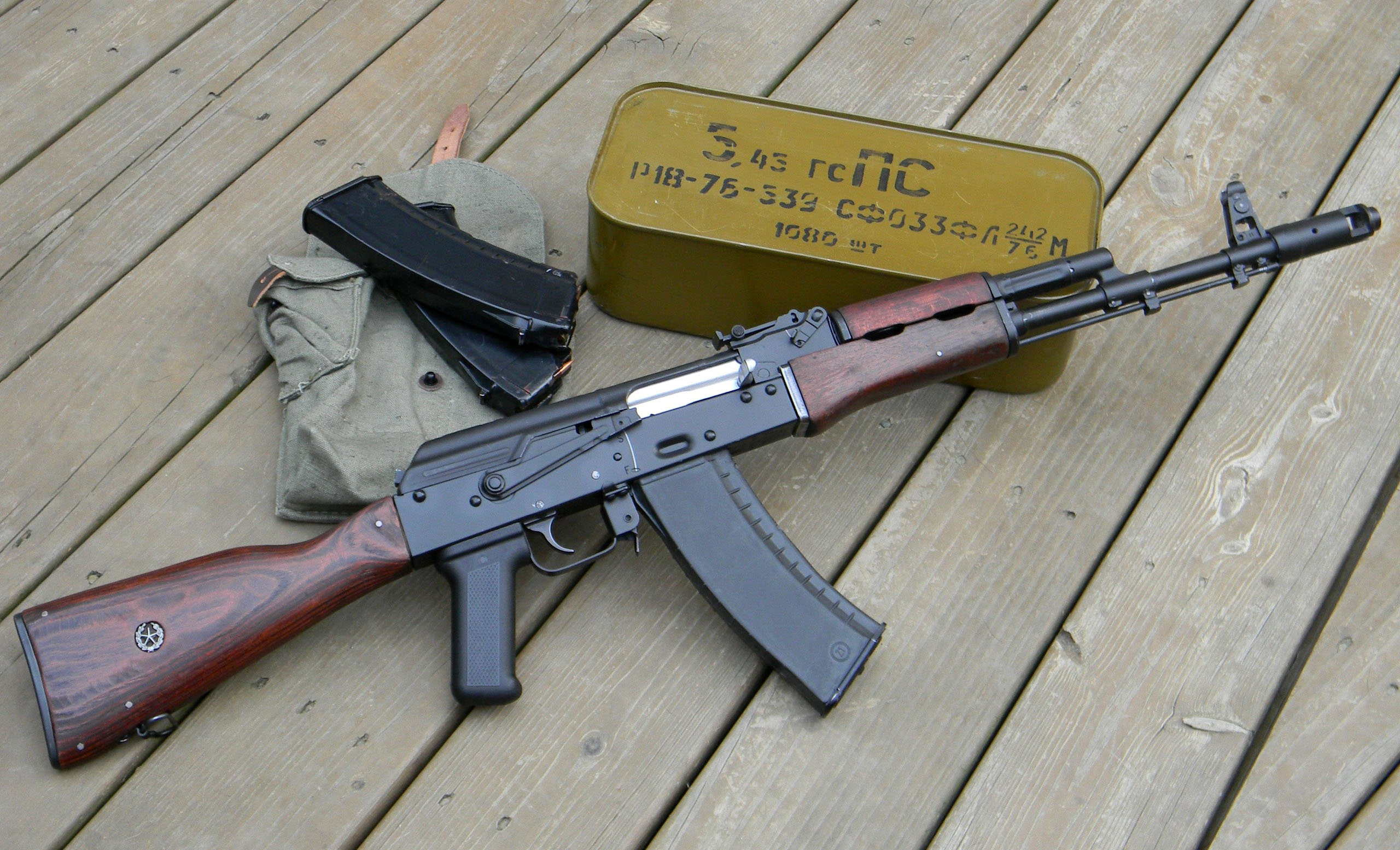
Civilní klon AK-74; za pozornost stojí použitá pažba z AKM a předpažbí z AK-47. Zásobníky jsou podle značky výrobce jednoznačně bulharské. Zbraň má leštěný nosič závorníku (na armádní verzi je černý). Je vidět anglické značení u přepínače (S pro Safe/Zajištěno a F pro Fire/Odjištěno; prostřední poloha pro automatický režim střelby není využita). V přepínači je zářez pro udržení závěru v otevřené poloze. Armádní AK sovětské a ruské výroby nikdy tento zářez neměly.

- AK-74 Verze s pevnou pažbou.
- AK-74N Verze AK-74 s lištou na levé straně zbraně pro noční zaměřovače.
- AKS-74 Verze se sklopnou ramenní opěrkou.
- AKS-74N Verze AKS-74 s lištou na levé straně zbraně pro noční zaměřovače. Zaměřovač však musí být pro sklopení pažby sejmut.
- AKS-74M Verze AKS-74, u které došlo k náhradě dřevěného předpažbí plastovým. Většina těchto zbraní byla vytvořena z AKS-74N a má tedy i boční lištu pro noční zaměřovač. Jedná se o první druh AK-74 s plastovým předpažbím. Objevila se malých počtech v samotném závěru války v Afghánistánu. Tato zbraň však nebyla příliš rozšířená, ani často vyráběná, neboť její funkci plně splňují i velkosériově vyráběné modely AKS-74N a pozdější AK-74M. Verze AKS-74M se tedy udržela téměř výhradně ve výzbroji speciálních jednotek, protože starší verze pažby se oproti nové lépe používá se sklopeným balistickým štítem helmy Altyn.
- AKS-74U Verze AKS-74 s krátkou hlavní.
- AKS-74UN Verze AKS-74U s lištou na levé straně zbraně pro noční zaměřovače.
- AKS-74UB Verze AKS-74U s tlumičem zvuku a bezhlučným granátometem pro zvláštní účely.
- AK-74 Tula Verze AK-74 vyráběná pro armádu SSSR po krátkou dobu (1979–1981) v Tule. Je zajímavá tím, že si ponechala některé konstrukční prvky ještě z první série AK-74, přímo okopírované z AKM. Nejviditelnějším rozdílem je starší typ kolena plynového kanálku, přiléhající k hlavni v mnohem ostřejším úhlu, dále také atypicky zbarvená hnědo-rudá pažbička. Tyto zbraně nebyly nikdy vybaveny lištou pro noční zaměřovač.
- AK-74M Verze která se vyrábí od roku 1990. Kombinuje AKS-74 a AK-74N. Z AK-74M (označovaného někdy také jako AK-100) vychází řada dalších pušek Kalašnikov. Pažba, zásobník, předpažbí a pažbička jsou u těchto zbraní vyrobeny z nárazuvzdorného černého plastu. Pažba je plná, ale sklopná. Aby se pažba dala přitisknout k tělu zbraně, je na jejím levém boku výřez pro boční lištu (optika však musí být pro sklopení sejmuta). U verze AKS-74 se sklopená pažba odjišťovala tím, že střelec rukou zabral za háček na těle a pažbu uvolnil. Protože pažba AK-74M je plná, a nelze tedy skrz ni prostrčit ruku, musel být vytvořen dodatečný mechanismus, který háček uvolní. Bez takového mechanismu by se pažba sice dala sklopit, ale nešlo by ji vyklopit do původní polohy. Tento mechanismus se ovládá tlačítkem na botce pažby. Toto tlačítko však nebylo konstrukčně domyšleno, neboť při svém umístění vystupuje až moc nad botku pažby, tlačí do ramene, a znepříjemňuje tak pohodlnost při míření. Zajímavostí je, že v době, kdy se začala vyrábět verze AK-74M, stále ještě dobíhala výroba původních AK-74 a AK-74N. To se projevilo mimo jiné také tím, že na některé AK-74M bylo namontováno švestkové předpažbí, které má pochopitelně stejný tvar i funkci, ale je jinak zbarvené a poměrně snadno zpozorovatelné. Na konci roku 2018 začala být tato verze pomalu nahrazována puškami AK-12.

Asi nejmarkantnější vzhledovou změnou od AK-47 a AKM je masivní plynový nástavec na konci hlavně, která výrazně snižuje zpětný ráz zbraně a redukuje zdvih zbraně při střelbě v automatickém režimu. Dále pak drážky na obou stranách pažby a rovněž výčnělky na dřevěném předpažbí, z důvodu snazší identifikace a minimalizace rizika záměny munice do AK-47 a AKM, která má jinou ráži. Pistolová rukojeť je vyrobená z plastu, obložení kolem hlavně a plynové trubice u původní varianty ze dřeva, u pozdní z plastu švestkové nebo černé barvy. Lisované ocelové zásobníky byly nahrazeny plastovými výrazné oranžové barvy (později změněno na švestkové nebo černé kvůli demaskujícímu účinku oranžových zásobníků).

## Další varianty amodernizace

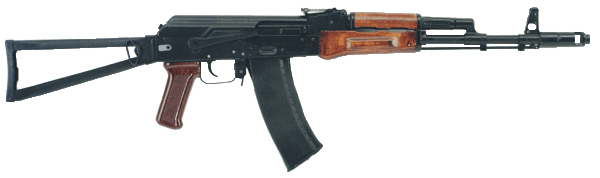
AKS-74

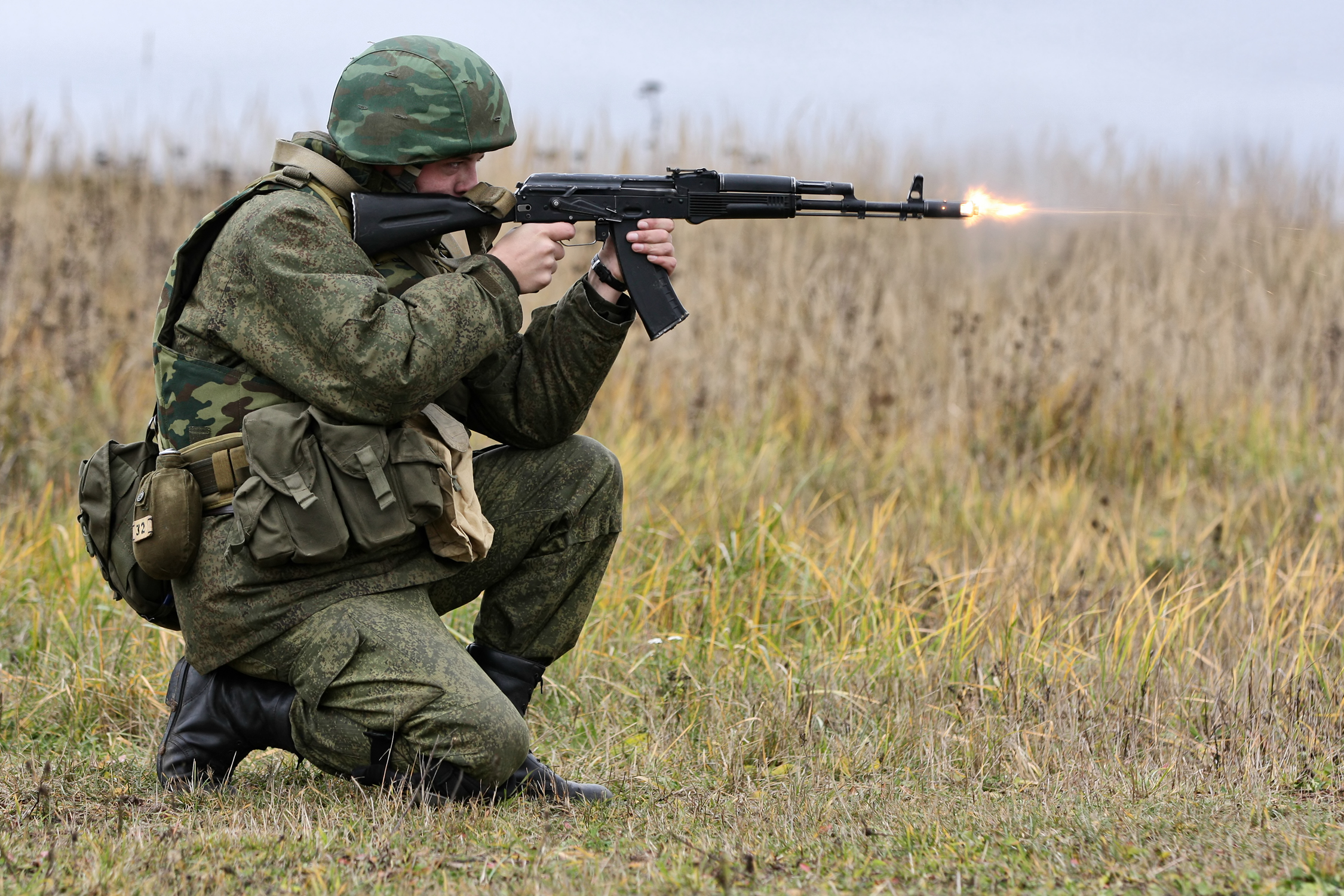
AK-74M s ústím hlavně odvádějící plyny z hlavně

Výsadková verze byla označena AKS-74 a pevná pažba je nahrazena sklopnou. Ta je vyrobena z lisované ocele a na rozdíl od verze AKMS se nesklápí dolů, ale nalevo.
Další byla verze AKS-74U (U = Ukoročennyj – zkrácený), jde kompaktní verzi AK-74. Zde byla původní 415mm hlaveň zkrácena na délku 210 mm, takže nemůže mít nasazený bajonet, ale může být různě modifikovaný, např. může mít připevněnou optiku, tlumič nebo granátomet.
Tato varianta byla vyvinuta pro osádky vozidel, výsadkáře, důstojníky (pistolím Sovětská armáda v 70–80. letech příliš „nefandila“) a speciální jednotky – s dalším variabilním vybavením.
Krom Ruska ho používá mnoho jiných armád. Byl používaný v zemích Varšavské smlouvy. Dnes ho používají různé teroristické skupiny. Vyráběný byl v licenci i v Bulharsku (AK-74, AKS-74 a AKS-74U), NDR (MPi-AK-74N, MPi-AKS-74N, MPi-AKS-74NK) a Rumunsku (Pușcă Automată model 1986).
AK-74 si zachovala všechny klady z AK-47 (snadná obsluha a údržba), ale i většinu nedostatků. Např. robustní a nešikovně umístěnou páku přepínače režimu střelby (funguje i jako pojistka). Stejně jako u AK-47 bylo možno nasadit tlumič (vyžaduje podzvukové střelivo) či podvěsný 40mm granátomet GP-25, GP-30, či optiku (přístroj PSO-1)
Připojit lze i IČ přístroj pro noční vidění. Verze je označována jako AK-74N. Ve výzbroji Ruska se však vyskytuje spíše výjimečně.
V průběhu výroby došlo ke „kosmetickým“ vylepšením. Plastovo-dřevěné „obložení“ bylo nahrazeno černým plastovým a červeno-hnědé zásobníky byly nahrazeny černými.
Další výraznějším úpravám pak došlo v průběhu 90. let. Vizte externí odkazy Kalašnikov AK-101–108

## Technické údaje AKS-74U

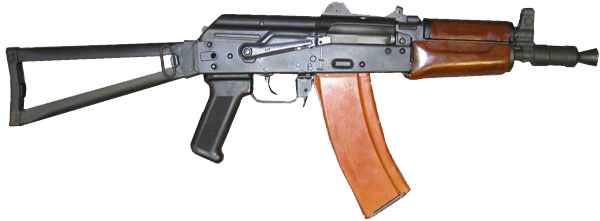
AKS-74U

| Délka:               | Délka:               | 735 mm (490 mm se sklopenou pažbou) |
| Délka hlavně:        | Délka hlavně:        | 210 mm                              |
| Hmotnost bez nábojů: | Hmotnost bez nábojů: | 2,7 kg                              |
| Zásobník:            | Zásobník:            | 30 ran                              |
| Efektivní střelba:   | Efektivní střelba:   | 500 m                               |
| Kadence:             | Kadence:             | 650–735 ran/minuta                  |